# Срібні-Оболенські
Срібні-Оболенські — згасла гілка князів Оболенських, походила від Дмитра Семеновича Оболенського, на прізвисько Щепа, двоє з синів якого стали засновниками двох гілок: князь Іван Дмитрович прозвався Золотим-Оболенським, а князь Семен Дмитрович - Срібним-Оболенським. Інші нащадки Дмитра Семеновича називалися Щепіни-Оболенські. Рід князів Срібних внесений в Оксамитову книгу.

## Представники роду князів Срібних-Оболенських
- князь Семен Дмитрович (пом. у 1535) — боярин, воєвода Василя III. Учасник Смоленського взяття 1514 року.

- князь Василь Семенович — син князя Семена Дмитровича, боярин і воєвода царювання московського царя Івана Васильовича.

- князь Борис Васильович — син князя Василя Семеновича, деділовський, брянський й тульський воєвода.

- князь Петро Семенович — другий син князя Семена Дмитровича, боярин і воєвода царювання царя Івана Васильовича.